# Miriam Makeba
Miriam Makeba (Johannesburg, 4. ožujka 1932. – 10. studenoga 2008.) južnoafrička pjevačica, glumica i borac za ljudska prava svima znana kao Mama Afrika.

## Životopis
Miriam Makeba rođena je u Johannesburgu 4. ožujka 1932. godine, punim imenom Zenzile Miriam Makeba. Njena majka bila je iz etničke skupine Swazi, a otac joj je umro kada je imala šest godina, potjecao je iz etničke skupine Xhosa. Često se upravo njezina glazba pojavljivala u filmovima, kao što je film Bogovi su pali na tjeme. Umrla je u Castel Volturnu, u Italiji 10. studenoga 2008. godine od srčanog udara.

## Vanjske poveznice
- Miriam Makeba u internetskoj bazi filmova IMDb-u (engl.)